# كينيث ويلش
كينيث ويلش (بالإنجليزية: Kenneth Welsh) (و. 1942  م) هو ممثل تلفزي، وممثل أفلام كندي، ولد في إدمونتون.

## الأعمال

### أفلام
| السنة | العنوان       | الدور           |
| ----- | ------------- | --------------- |
| 1990  | الطالب الجديد | دوايت أرمسترونغ |

## جوائز
حصل على جوائز منها:
- جائزة إيرل غراي  [لغات أخرى]‏ (1998)
- نيشان كندا من رتبة عضو.

## وصلات خارجية
- كينيث ويلش على موقع IMDb (الإنجليزية)
- كينيث ويلش على موقع ألو سيني (الفرنسية)
- كينيث ويلش على موقع ميوزك برينز (الإنجليزية)
- كينيث ويلش على موقع أول موفي (الإنجليزية)
- كينيث ويلش على موقع قاعدة بيانات برودواي على الإنترنت (الإنجليزية)
- كينيث ويلش على موقع قاعدة بيانات الأفلام السويدية (السويدية)
- كينيث ويلش على موقع إن إن دي بي (الإنجليزية)
- كينيث ويلش على موقع قاعدة بيانات الفيلم (الإنجليزية)
- كينيث ويلش على موقع كينوبويسك (الروسية)